# 青馬電影城
青馬電影城是香港一個已擱置興建的主題公園，擬議選址為新界荃灣馬灣、青衣鑊底灣及青衣牛角灣。青馬電影城由香港旅遊協會提議以配合《香港旅客及旅遊業研究》提出的「青馬旅遊中樞」概念，但最終未有落實。

## 歷史

### 香港旅客及旅遊業研究

#### 1995年
香港旅遊協會發表《香港旅客及旅遊業研究報告》，指出香港需發展新的旅遊景點及改善現有旅遊景點藉此提高香港作為旅遊目的地的吸引力和競爭力。研究根據各個旅遊發展機遇歸納出5個旅遊中樞，當中包括「青馬旅遊中樞」概念。

### 電影／電視主題公園初步可行性研究

#### 1996年
- 2月 — 研究確定於青衣建立主題旅遊點的可行性並建議以本地電影和電視為主題

### 青馬電影城及有關旅遊發展研究
1997年
- 提出於馬灣南旅遊用地發展電影城主題公園[2][3]、青衣鑊底灣興建酒店及相關配套設施並配合改建後的青嶼幹線訪客中心及觀景台和青衣牛角灣設立電影製片中心[4]

## 擬議設施

### 馬灣電影城主題公園
電影城佔地25公頃，當中18公頃為旅客地區。電影城設「神話世界」(Fantasy Land)、「探險世界」(Adventure Land)、「神秘世界」(Mysteryland)、「歷史城區」(Historic District)及「幕後之旅」(The Backstage Tour and Water District)共5個主題園區，連同「入口廣場及大街」(Arrival Plaza and Main Street)合共6個部份組成。顧問推算電影城於開幕年度最少可以吸引到291萬人次、最高有望吸引到395萬人次，預計投資額最少為7點21億港元、最高可達8點65億港元。顧問建議成人票價為140港元，連同餐飲、零售及其他消費電影城平均每名入場人士盈利為174港元

#### 成龍娛樂村 (Jackie Chan Entertainment Village)
位於閘口外設夜店、餐廳和「成龍荷里活星球」

#### 入口廣場及大街 (Arrival Plaza and Main Street)
「入口廣場」採用殖民地風情設計，而「大街」兩傍為兩層高石砌拱門陽台建築並設各式各樣主題餐飲零售及劇場表演

#### 神話世界 (Fantasy Land)
以中國著名神話故事作主題，當中包括以西遊記及金庸經典作品為主題的遊樂設施

#### 神秘世界 (Mysteryland)
設多個懸疑遊樂設施，當中包括以古龍筆下懸疑世界、倩女幽魂和紅樓夢為主題的遊樂設施

#### 探險世界 (Adventure Land)
專門設計予年青人和喜歡刺激人士，遊客可在這裡欣賞到功夫和劍術表演。「探險世界」內設連接山頂的「觀光索道」讓遊客到山頂觀賞海峽及附近島嶼美景，並設有2座以李小龍為主題的過山車

#### 歷史城區 (Historic District)
以本地電影50年來的特色而設計，設一系列高科技互動景點

#### 幕後之旅 (The Backstage Tour and Water District)
揉合電影製作和娛樂元素並利用最新科技和有趣的形式展現，設不同工作室展示電影製作技術。而臨近之海面則用作水上表演場地

### 青衣鑊底灣酒店／青嶼幹線訪客中心及觀景台
佔地5.5公頃海濱將興建2座500間房間的電影／電視主題酒店，酒店項目另設1個1500個座位的劇院／會議設施可作娛樂表演及年度電影節目。顧問提議於酒店中提供與電影製作有關訓練設施，以應付有關需求不斷上升。配合新機場工程統籌署辦公室改建為訪客中心及觀景台，透過電梯連接兩地以令旅遊潛力最大化

### 青衣牛角灣影片製作中心
因香港政府建議於將軍澳興建製片中心故需再研究，計劃中的影片製作中心可包括錄影工作室、後期製作及訓練設施並建議加入攝製參觀短片等有限度娛賓節目